# Innan tåget är på väg
Innan tåget är på väg är ett studioalbum av Jan Hammarlund, utgivet 1978 av Silence Records (skivnummer SRS 4649).

## Låtlista
A
1. "De små fiskarna i jordens alla hav" – 5:13
2. "Snälla mamma, ge mej 100 lire" – 2:06
3. "Marios and" – 5:43
4. "Herr general" – 2:39
5. "Nåt på spisen med varann" – 4:09

B
1. "Balladen om Rune Henry Johansson" – 4:09
2. "Micke Malung" – 3:!2
3. "Sexualpolitiskt snack" – 3:07
4. "Ulf Brännare" – 5:36
5. "Jag har en sång" – 1:27

## Medverkande
- Bosse Skoglund – trummor
- Greg FitzPatrick – bas
- Jan Hammarlund – sång, gitarr
- Johan Zachrisson – elgitarr
- Lasse Englund – gitarr
- Madeleine Stokes – Silverflöjt
- Staffan Hellstrand – munspel

### Fotnoter
1. ↑  ”Innan tåget är på väg”. Discogs.com. http://www.discogs.com/Jan-Hammarlund-Innan-T%C3%A5get-%C3%84r-P%C3%A5-V%C3%A4g/release/1977693. Läst 31 augusti 2012.